# Sperlingsei-Frauenschuh
Der Sperlingsei-Frauenschuh (Cypripedium passerinum) ist eine Pflanzenart aus der Gattung Cypripedium in der Familie der Orchideen (Orchidaceae).

## Merkmale
Der Sperlingsei-Frauenschuh ist eine ausdauernde Pflanze mit einem Rhizom, die Wuchshöhen von 12 bis 38, selten bis 50 Zentimeter erreicht. Die 3 bis 7 Blätter messen 5 bis 19 × 1,5 bis 6 Zentimeter und sind oval bis breit-lanzettlich geformt. Die Blüten stehen einzeln, selten zu zweit. Die äußeren Perigonblätter sind hell- oder dunkelgrün, die inneren seitlichen Perigonblätter sind weiß. Das obere äußere Perigonblatt ist rundlich bis breit-oval, bis 2 Zentimeter lang. Die seitlichen Sepalen sind völlig oder nur zum Teil miteinander verwachsen. Die Lippe ist 1 bis 2 Zentimeter lang und weiß, selten rosa. Die Öffnung der Lippe ist mit 9 bis 13 Millimeter relativ groß. Das Staminodium ist herzförmig bis schmal-oval geformt.
Blütezeit ist von Juni bis Juli.
Die Chromosomenzahl beträgt 2n = 20.

## Vorkommen
Der Sperlingsei-Frauenschuh kommt im gemäßigten bis kühlen nordwestlichen Nordamerika in feuchten Nadelwäldern, Schluchten, Fluss- und Seeufern, Dünen und Tundren auf neutralen und sauren Böden in Höhenlagen von 0 bis 2200 Meter vor. Das Verbreitungsgebiet reicht von Alaska bis Kanada und umfasst auch Montana.

## Nutzung
Der Sperlingsei-Frauenschuh wird selten als Zierpflanze für Gefäße genutzt.

## Belege
- Eckehart J. Jäger, Friedrich Ebel, Peter Hanelt, Gerd K. Müller (Hrsg.): Rothmaler Exkursionsflora von Deutschland. Band 5: Krautige Zier- und Nutzpflanzen. Spektrum Akademischer Verlag, Berlin Heidelberg 2008, ISBN 978-3-8274-0918-8.
- Charles J. Sheviak: Cypripedium. In: Flora of North America Editorial Committee (Hrsg.): Flora of North America North of Mexico. Band 26. Oxford University Press, New York und Oxford, S. 503 (eFloras.org [abgerufen am 22. Januar 2009] 1993+).